# Abel Salinas
Abel Salinas Izaguirre (født 12. maj 1930, død 1. august 2012) var en peruviansk politiker. I 1985 fungerede han som indenrigsminister under Alan García's regering, i 1987 blev han energiminister og i 1988 blev han finansminister. I 1990, blev han valgt som senator, af APRA, og var kandidat til præsidentvalget i Peru 2000, hvor han fik omkring 1.3% af stemmerne.